# Кубок Болгарії з футболу 1986—1987
Кубок Болгарії з футболу 1986—1987 — 47-й розіграш кубкового футбольного турніру в Болгарії. Титул здобув ЦФКА Средец (Софія).

## 1/2 фіналу
| Команда 1           | Рахунок | Команда 2                     |
| ------------------- | ------- | ----------------------------- |
| Вітоша (Софія)      | 2:0     | Локомотив (Горішня Оряховиця) |
| ЦФКА Средец (Софія) | 1:0     | Нафтохімік (Бургас)           |

## Матч за третє місце
| Команда 1           | Рахунок | Команда 2                     |
| ------------------- | ------- | ----------------------------- |
| Нафтохімік (Бургас) | 3:1     | Локомотив (Горішня Оряховиця) |

## Фінал
| 13 травня 1987 |

| Вітоша (Софія)   | 1:2      | ЦФКА Средец (Софія) |
| ---------------- | -------- | ------------------- |
| Гочев 62' (пен.) | Протокол | Кіров 33' Пенєв 39' |

| «Васил Левський», Софія Глядачів: 40 000 Арбітр: Борислав Александров |